# Исхрана приплодних јарчева
Исхрана приплодних јарчева се разликује у току сезоне припуста и осталом делу године. У сезони припуста треба значајно смањити количину кабасте хране, а количину концентрата ограничити на 0,3-0,6 kg на дан. Веће количине концентрата се могу давати једино када је сезона припуста кратка и интензивна. Концентрате треба уводити постепено један месец пре почетка сезоне припуста.
У преосталом делу године исхрану јарчева треба прилагодити одржавању телесне масе или поправљању кондиције. У овом периоду кабаста хранива могу представљати једину храну. Конзумирање кабасте хране може варирати од 13-16 g на килограм телесне масе. Ако је квалитет кабастих хранива лош у том случају треба обезбедити и допунску храну. Међутим, конзумирање може бити ограничено када је висок квалитет кабасте хране.
Потребне су допунске количине минералних материја и витамина, а нарочито соли, али су потребе у калцијуму (4-6,5 g/дан) и фосфору (3-5,5 g/дан) мање за јарчеве него за козе у лактацији. Конзумирање сувишних количина фосфора и магнезијума може изазвати појаву уринарних каменова.